# LSD
LSD és la sigla amb què es coneix la dietilamida de l'àcid d-lisèrgic. La sigla prové del seu nom alemany, Lysergsäurediethylamid. L'LSD és un compost cristal·lí, relacionat estretament amb els alcaloides del sègol banyut, a partir dels quals pot preparar-se semisintèticament. És una de les substàncies psicotròpiques més potents que es coneix, i indueix estats alterats de consciència, comparats de vegades amb els de l'esquizofrènia o l'experiència mística.
La fórmula empírica de l'LSD és C15H15N₂CON(C₂H₅)₂. Va ser sintetitzada per primera vegada el 1938 pel químic suís Albert Hofmann, qui en va descobrir els efectes psicodèlics l'any 1943 de manera accidental.
Altres derivats al·lucinògens de l'àcid d-lisèrgic, l'amida de l'àcid d-lisèrgic i la hidroxitilamida de l'àcid d-lisèrgic, s'obtenen a partir de les llavors de la Rivea corymbosa i es consumeixen en el ritual mexicà precolombí conegut com a ololiuhqui. Actualment la flor es coneix com a "ololiuhqui" a Mèxic i creix a gairebé tota la ciutat de Mèxic espontàniament.

## Dosificació
L'LSD és una de les drogues d'ús comú més potents, ja que és activa en dosis extremadament petites, cosa que no vol pas dir que sigui la droga amb efectes al·lucinògens més forts. Tant els informes subjectius com els mètodes farmacològics determinen que l'LSD és al voltant de 100 vegades més potent que la psilocibina o la psilocina i al voltant de 4.000 vegades més potent que la mescalina. Les dosis d'LSD es mesuren en micrograms (µg), o milionèsimes de gram. Per comparació, les dosis de gairebé totes les altres drogues, mèdiques o d'oci, es mesuren en mil·ligrams, o mil·lèsimes de gram.
La dosi amb la qual es produeix un notable efecte al·lucinogen en humans és a partir de 100 micrograms. L'LSD comissat en les operacions antidroga als Estats Units a finals dels noranta, usualment estava preparat en dosis d'entre 20 i 80 micrograms. En canvi, durant els anys setanta, les dosis eren comunament de 300 micrograms o més. Els efectes de la droga són marcadament més evidents en dosis més altes.

## Història
El 1943 el químic Albert Hofmann estudiava un fàrmac natural utilitzat per les llevadores des de fa segles -el sègol banyut- i hi va descobrir una substància estranya: l'LSD-25.
L'LSD inicialment es va utilitzar per tractar pacients alcohòlics. De l'ús clínic es va passar gradualment al recreatiu, quan alguns dels investigadors de la substància (en especial, Timothy Leary) van estimar que aquesta es podria fer servir d'esperó de la imaginació artística dels subjectes sans.
La il·legalització de l'LSD als EUA el 1966, no en va poder frenar l'ús creixent entre el jovent. Bona part de l'art d'aquella època, etiquetat com a hippie o com a psiquedèlic, s'inspira en l'experiència de l'LSD o pretén d'evocar-la. En els setanta el fàrmac va perdre popularitat, i va ser desplaçat pels opiacis. Successius moviments neopsicodèlics n'han revitalitzat una mica l'ús, com el fenomen de la subcultura anomenada rave, sense assolir-se en cap cas els nivells de l'època d'apogeu.

## Efectes

### Físics
L'LSD causa la dilatació de les pupil·les i en alguns casos redueix la gana. Altres reaccions físiques de l'LSD són molt variables i poc específiques. Es coneixen aquest efectes: mareig, feblesa, nàusees, hipo o hipertèrmia, augment de la glucosa en sang, esborronaments, augment de la freqüència cardíaca, producció de saliva i de mucositat i tremolors. Alguns usuaris, entre ells Albert Hofmann, sentien un gust metàl·lic mentre els duraven els efectes.
L'LSD no es considera addictiu.

### Psicològics
Els efectes psicològics de l'LSD -anomenats col·loquialment un viatge o tripi- varien molt segons la persona i depenen de factors com les experiències prèvies, l'estat mental, l'ambient i la dosi. També varien d'un viatge a l'altre. Un viatge pot tenir efectes psicològics a llarg termini; molts usuaris diuen que l'LSD els va causar canvis significants en la personalitat.
Alguns efectes psicològics inclouen la visió de colors llampants, d'imatges que es mouen i de dibuixos acolorits que es veuen amb els ulls tancats, un sentit del temps alterat i formes geomètriques a les parets i altres objectes, objectes que canvien de forma i pèrdua del sentit de la identitat. Alguns usuaris senten una mena de dissolució d'ells mateixos i del món exterior.
Si l'usuari es troba en un ambient hostil o no està preparat psicològicament per aquests efectes, és molt més probable que l'experiència li resulti desagradable, cosa que no sol passar als que es troben en un lloc agradable i tranquil, o estan preparats.

#### Sensorials i de percepció
L'LSD causa un estat alterat dels sentits, les emocions, la memòria, el temps i l'alerta que dura entre 6 i 14 hores. Generalment comença entre uns 30 o 90 minuts després de la ingesta. Els canvis en la percepció visual i del so són típics. Els efectes visuals inclouen la il·lusió de moviment de superfícies estàtiques (com ara les parets), l'aparició de figures geomètriques en moviment, una intensificació dels colors i la brillantor, noves textures en objectes i visió borrosa. Els efectes sonors de l'LSD inclouen la sensació d'eco, canvis en l'habilitat de diferenciar sons i una intensificació de l'experiència de la música. Dosis més elevades causen efectes més forts.

## Trastorns
Encara que s'han atribuït a la substància tota mena d'efectes negatius sobre la salut, la seva evidència clínica està per aparèixer. No hi ha seqüeles que es puguin apreciar en electroencefalogrames, ni en ressonàncies magnètiques, ni en cap altre tipus de proves neurològiques. Només sembla provat que, en persones amb malalties mentals latents, l'experiència psicodèlica pot treure a la llum el problema. Un cas cèlebre és el de Syd Barrett, compositor dels primers èxits de Pink Floyd.
Molta gent ignora que a causa de l'acció de l'LSD (actua en els receptors de la serotonina, un neurotransmissor molt important en el cervell humà i dels mamífers), l'administració d'LSD és molt efectiva per tractar migranyes i dolors similars; passa el mateix amb la psilocibina, un principi psicoactiu trobat en els fongs al·lucinògens. A causa que la prohibició d'aquestes substàncies, les investigacions sobre la seva efectivitat per reduir el dolor no s'han pogut fer; però molts farmacobiòlegs opinen que la seva efectivitat és molt similar a la dels opiacis (coneguts per l'eficiència i el poder addictiu i de crear tolerància relativament ràpids).

## Societat i cultura

### Contracultura
A meitats de la dècada dels 60 les joventuts del moviment de la contracultura a Califòrnia, especialment a San Francisco, havien adoptat l'ús de les drogues al·lucinògenes, entre elles l'LSD. La primera fàbrica underground d'aquesta droga va ser establerta per Owsley Stanley. Durant aquesta època, els "Merry Pranksters", associats amb l'autor Ken Kesey, van organitzar els "Acid Tests" una sèrie d'events a San Francisco que giraven entorn de la consumició de LSD, acompanyada per jocs d'il·luminació i música improvisada. Les seves activitats serien documentades posteriorment en el llibre The Electric Cool-Aid Acid Test (1968) de Tom Wolfe.
El gener de 1966 a San Francisco, concretament al barri de Haight-Ashbury, els germans Ron i Jay Thelin van obrir una botiga de psicodèlics per promocionar l'ús segur de la droga. Aquesta botiga fou un element importnat en la popularització de l'LSD a l'àrea de San Francisco, i establint Haight-Ashbury com l'epicentre del moviment hippie i la contracultura. Els germans Thelin també van organitzar el "Love Pageant Rally" de 1966, una protesta contra la prohibició de l'LSD a l'estat de Califòrnia.
Un moviment similar es va desenvolupar a Londres, liderat per l'acadèmic Britànic Michael Hollingshead, després de provar l'LSD als Estats Units l'any 1961. Després d'experienciar per primera vegada els efectes de l'LSD i interactuar amb figures com Aldous Huxley, Timothy Leary, i Richard Alpert, Hollingshead va tenir un rol important en la famosa recerca de l'LSD a Millbrook abans de mudar-se a Nova York per dur a terme els seus propis experiments. L'any 1965 va tornar al Regne Unit per fundar el "World Psychedelic Center" a Chelsea, Londres.

### Art i Música
Les influències de l'LSD en la música i l'art s'estableixen en la dècada dels 60 especialment per mitjà dels "Acid Tests" i altres actes diversos relacionats, implicant a grups de música com the Gratefull Dead, Jefferson Airplane i Big Brother and the Holding Company. Artistes de San Francisco com Rick Griffin, Victor Moscoso, i Wes Wilson també contribueixen al moviment amb els seus pòsters i portades d'àlbums d'estil psicodèlic. The Gratefull Dead, amb la seva música profundament influenciada per l'LSD, es converteixen en la figura central a la cultura dels "Deadheads" 
Al Regne Unit, Michael Hollingshead, reputat per introduir l'LSD a diversos músics i artistes com ara Storm Thorgerson, Donovan, Keith Richards i alguns membres dels Beatles, juga una part important en la incorporació de la droga dins l'art i la música Britànica de l'època. Malgrat la il·legalitat de la droga des de l'any 1966, sovint va ser utilitzada per grups com els Beatles, els Rolling Stones i els Moody Blues. Les seves experiències van influenciar obres com ara l'àlbum Sgt. Pepper's Lonely Hearts Club Band dels Beatles i Disraeli Gears, el segon àlbum de Cream, que inclouen música i art de temàtica psicodèlica.
La música psicodèlica de la dècada dels anys seixanta tractava de replicar l'experiència de l'LSD, incorporant instrumentària exòtica i tècniques elaborades d'estudi. Els artistes utilitzaven instruments com el sitar de l'índia i les tablas. Cançons com "Illegal Smile" de John Prine i "Lucy in the Sky with Diamonds" dels Beatles han estat associades amb l'LSD.

### Estatus Legal
La Convenció de Substàncies Psicotròpiques de les Nacions Unides de 1971 demana que aquells països que hi signin, que inclou als Estats Units, Austràlia, Nova Zelanda i la majoria d'Europa, prohibeixin aquesta droga. L'execució d'aquestes lleis varia depenent del país. La convenció permet estudis i recerca científica i mèdica amb l'LSD.

## Curiositats
Quan The Beatles van publicar la cançó «Lucy in the Sky with Diamonds», molta gent (entre ells, Timothy Leary) va interpretar que el títol era un acròstic intencionat de LSD. John Lennon va desmentir ràpidament aquesta interpretació, i va dir que va treure el personatge d'un dibuix del seu fill Julian. L'àlbum d'èxits i remixs d'Enigma, de nom Love, Sensuality, Devotion és, també, un acròstic de LSD.
Hi ha un petit homenatge al doctor Hofmann en el món dels consumidors de LSD: hi ha un tripi anomenat «la bicicleta», en honor del centenari científic, el qual explica que durant un dels seus primers experiments amb l'LSD, en va prendre una dosi mitjana i en tornar en bicicleta cap a casa des de la facultat, va «fer un dels millors viatges» de la seva vida.